# 塔哈章
塔哈章（阿拉伯语：‎，羅馬化：Ṭā Hā）是古兰经的第20章（苏拉），共135节（阿亚）经文。
塔哈章启示于麦加第二时期（615年－619年），属于麦加篇章。该章以穆卡塔“塔哈”（阿拉伯语：‎，羅馬化：Ṭāhā）开头并因而得名。“塔哈”被认为是伊斯兰教先知穆罕默德的名字之一。
伯明翰古兰经手稿之中留存着塔哈章的前40节。